# Vögelsbergstraße
De Vögelsbergstraße (L54) is een 330 meter lange Landesstraße (lokale weg) in het district Innsbruck Land in de Oostenrijkse deelstaat Tirol. De weg is een zijweg van de Großvolderbergstraße (L371) en zorgt voor een verbinding met Vögelsberg, een dorp behorend tot de gemeente Wattens op 868 m.ü.A. hoogte in het Wattental.